# Fair Oaks (Oregón)
Fair Oaks es un lugar designado por el censo ubicado en el condado de Douglas en el estado estadounidense de Oregón. En el año 2010 tenía una población de 278 habitantes.

## Geografía
Fair Oaks se encuentra ubicado en las coordenadas 43°24′41.7″N 123°13′0.28″O / 43.411583, -123.2167444.